# Marcoing British Cemetery
Marcoing British Cemetery is een Britse militaire begraafplaats gelegen in de Franse plaats Marcoing (Noorderdepartement). De begraafplaats wordt onderhouden door de Commonwealth War Graves Commission.
De begraafplaats telt 181 geïdentificeerde Gemenebest graven uit de Eerste Wereldoorlog.